# Plethodon ocmulgee
Espèce
Plethodon ocmulgee  est une espèce d'urodèles de la famille des Plethodontidae.

## Répartition
Cette espèce est endémique de Géorgie aux États-Unis. Elle se rencontre dans le bassin de l'Ocmulgee.

## Étymologie
Cette espèce est nommée en référence au lieu de sa découverte, le bassin de l'Ocmulgee.

## Publication originale
- Highton, Maha & Maxson, 1989 : Biochemical evolution in the Slimy Salamanders of the Plethodon glutinosus complex in the eastern United States. Illinois Biological Monographs, vol. 57, p. 1-153 (texte intégral).